# Universidade Nacional de Santiago del Estero
A Universidade Nacional de Santiago del Estero (Universidad Nacional de Santiago del Estero, UNSE) é uma universidade pública argentina, sediada na cidade de Santiago del Estero, província do mesmo nome.
Foi fundada pela lei 20.364 de 16 de maio de 1973, como parte do programa de reorganização da educação superior que levaria a fundação das universidades de Jujuy, La Pampa, Lomas de Zamora, Entre Ríos, Luján, Misiones, Salta, San Juan, San Luis e Catamarca.
Se formou  a partir do Instituto de Engenharia Florestal da  Universidade Nacional de Córdoba, fundado em 1958, localizada em  Santiago del Estero; a Escola de Agricultura, Pecuária e Anexos da Universidade Nacional de Tucumán (UNT),  de 1949, e era resultado de um convênio entre a  UNT e o governo provincial, e a Faculdade de Engenharia da  Universidade Católica de Santiago del Estero. 
Apresenta aproximadamente  12.000 alunos em quatro faculdades. Desde 2000 conta com uma Escola para a Inovação Educativa. Também dispoem de uma emissora de rádio (LRK312 Radio Universidad Nacional de Santiago del Estero).